# Pogliano Milanese
Pogliano Milanese – miejscowość i gmina we Włoszech, w regionie Lombardia, w prowincji Mediolan.
Według danych na rok 2004 gminę zamieszkiwało 7828 osób, 1957 os./km².